# المد الشيعي

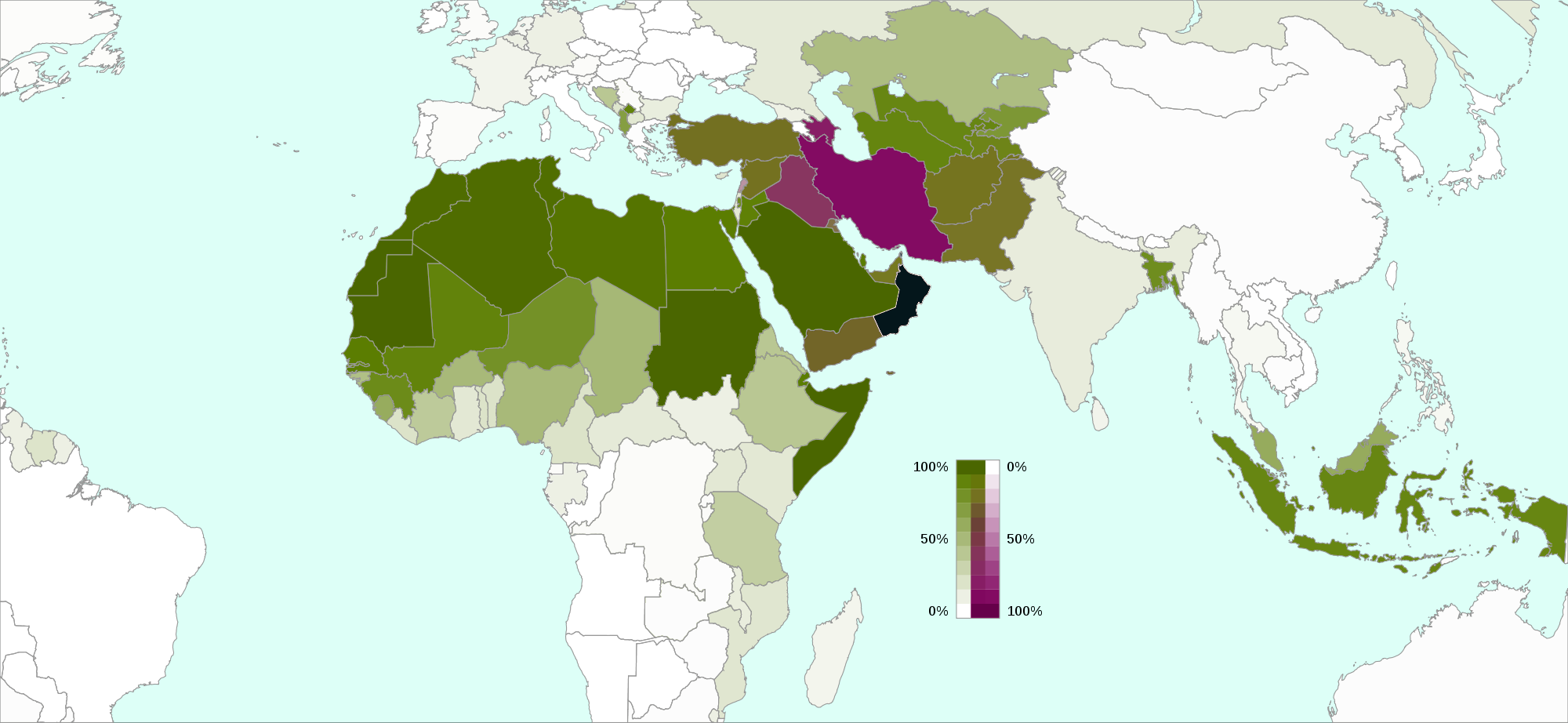
انتشار المسلمين الشيعة في العالم باللون الأحمر.

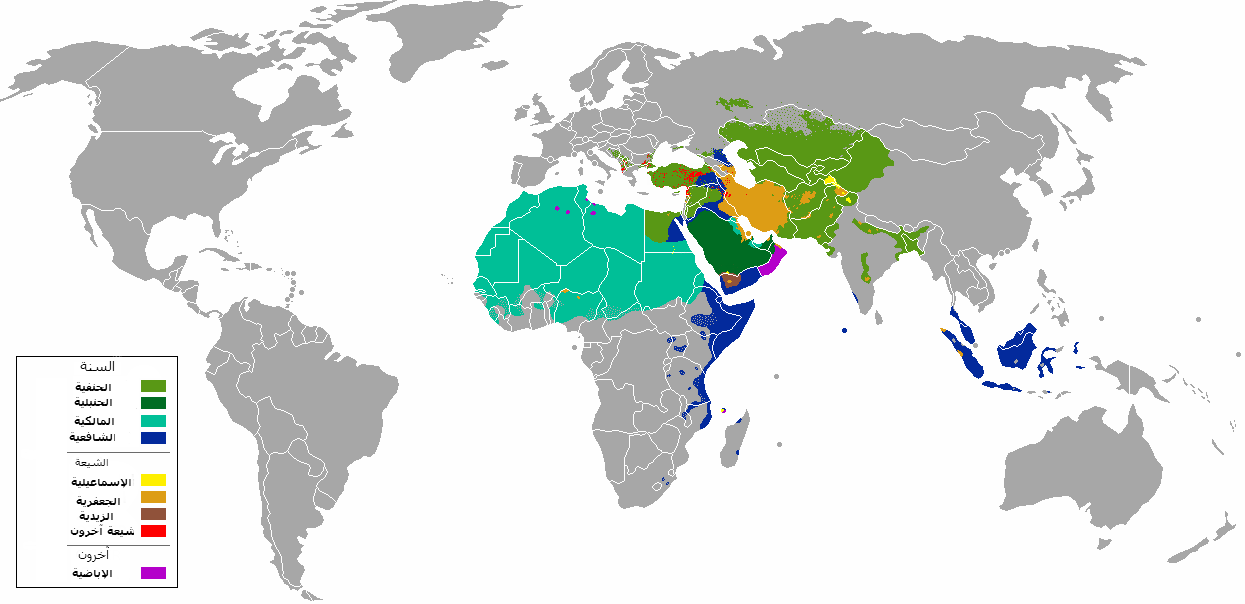
انتشار المذاهب الإسلامية حول العالم

المد الشيعي مصطلح يطلق على ظاهرة انتشار الشيعة وتزايد أعدادهم في البلدان ذات أغلبية تتبع المذهب السني كالأردن أو الجزائر أو غيرها من الدول العربية وغير العربية.

## حيثيات

### ظاهرة الاستبصار
وهي تعبير عن الانتقال إلى المذهب الشيعي الإثناعشري من مذهب أو من ديانة أخرى. وعادة يكون لهؤلاء المستبصرين اهتمام خاص في المواقع الرسمية الشيعية حيث يتم التعريف بهم ونشر أبحاثهم ومؤلفاتهم. وكمثال على هذا فإن موقع عقائد الشيعي خصص لكل مستبصر صفحته الخاصة.

## من مشاهير المستبصرين
- الدمرداش العقالي: مستشار سابق للرئيس حسني مبارك.[6]
- الدكتور محمد التيجاني السماوي: كاتب تونسي.[7]
- الدكتور نور الدين الهاشمي: باحث وصحفي مغربي.[8]
- حسن شحاتة: رجل دين مصري ومسؤول سابق عن التوجيه المعنوي بسلاح المهندسين سنة 1973م.[9]

## مواقف

### ياسر الحبيب
فعلى سبيل المثال عن الدعوة إلى التشيع، يبث الموقع الرسمي لياسر الحبيب في لندن تسجيلين لمراسم تشيع الباحث المغربي منير الخير والكويتي خالد الشمري.
بالإضافة إلى الإنجليزي جيسون بيفي الذي كان مسيحياً وأسلم ودخل المذهب السني. ثم بعد حوالي سنتين تحول من الإسلام السني إلى الإسلام الشيعي وغيرهم من الشخصيات الأخرى على قناته في لندن.

### علي خامنئي
أكد المرشد الإيراني الأعلى علي خامنئي على أهمية الوحدة في العالم الإسلامي، داعياً أتباع المذهب الشيعي، إلى عدم التعرض لمعتقدات وشخصيات أهل السنة.
وأضاف خامنئي، إن “تأجيج مشاعر أتباع المذاهب الإسلامية الأخرى باسم الشيعة، يمثل “التشيع البريطاني”(قاصد بذلك رفضه للأسلوب الذي يتبعه ياسر الحبيب)، والذي ينتج عنه، ظهور جماعات مأجورة، تابعة للولايات المتحدة الأمريكية، وأجهزة الاستخبارات البريطانية، كداعش وجبهة النصرة”.
ودعا المرجع الشيعي الأعلى في طهران، إلى عدم شتم كبار شخصيات أهل السنة، مضيفاً أن “ذلك سيؤدي إلى الصد عن الاستماع إلى المبادئ المنطقية وحجج الاستدلال بالإمامة ”.

### يوسف القرضاوي
قام يوسف القرضاوي الأمين العام للاتحاد العالمي للمسلمين بالإدلاء بتصريحات حذر فيها مما وصفه بالغزو الشيعي للمجتمعات السنية، وانتقد المرجعين الشيعيين محمد حسين فضل الله ومحمد علي التسخيري اللذان ردا عليه، وانكرا ما قاله. وافادت وكالة انباء فارس بأن فضل الله قال: «انني فوجئت بتلك التصريحات فاولاً انني لم اسمع عن الشيخ القرضاوي أي موقف ضد التبشير الذي يراد منه إخراج المسلمين من دينهم وربطهم بدين آخر، لم نسمع منه أي حديث سلبي في هذا الاختراق، أو في اختراق العلمانيين أو الملحدين للواقع الإسلامي».

### عبد الباري الزمزمي
حذر الشيخ عبد الباري الزمزمي الداعية إسلامي وعضو مجلس النواب المغربي، من ماوصفه «مخاطر» انتشار التشيع في المغرب، ودعا في حديث أجرته معه جريدة الشرق الأوسط دعى المسؤولين المغاربة، وخاصة العلماء إلى «التصدي للمد الشيعي قبل استفحاله».

### الشيخ محمد علاء الدين أبو العزائم
انتقد عضو المجلس الأعلى للطرق الصوفية بمصر محمد علاء الدين أبو العزائم تصريحات القرضاوي حول الشيعة. وأكد إنها «تسبب الفرقة الطائفية بين المسلمين». وأكد إن تصريحات القرضاوي كادت تتسبب في «ضياع الأمة الإسلامية وتساعد أعداءها وتفتح لهم باب التدخل في شؤون المجتمعات الإسلامية بحجه الدفاع عن الأقليات».

### موقف الإخوان المسلمون
قال المرشد العام لجماعة الإخوان المسلمين (مصر) محمد مهدي عاكف حول موقف الجماعة من المذهب الشيعي: «هم مسلمون لهم مذهبهم وأنهم يعبدون الله عز وجل ويتبعون النبي»«وقبلتهم هي الكعبة ويتبعون تعاليم القرآن»; ورفض التعقيب على تصريحات القرضاوي.